# How High (bande originale)
How High - Soundtrack est la bande originale du film How High sorti en 2001. L'album contient ainsi des morceaux de Method Man and Redman, Cypress Hill, Ludacris, DMX, Limp Bizkit, ...

## Liste des titres
| No  | Titre                               | Musique                       | Auteur                                                                             | Interprètes                                  | Durée |
| --- | ----------------------------------- | ----------------------------- | ---------------------------------------------------------------------------------- | -------------------------------------------- | ----- |
| 1.  | Intro                               |                               |                                                                                    | Method Man & Redman                          |       |
| 2.  | Part II                             | Erick Sermon                  | R. Noble, E. Sermon, C. Smith, T. Braxton, K. Edmonds, B. Wilson                   | Method Man & Redman feat. Toni Braxton       |       |
| 3.  | Round And Round (Remix)             | Hi-Tek                        | S. Showes, T. Cottrell, I. Mills, C. Smith                                         | Jonell & Method Man                          |       |
| 4.  | Cisco Kid                           | Rockwilder                    | S. Allen, H.R. Brown, M.D. Dickerson, L.L. Jordan, C.W. Miller, L. Oskar, H. Scott | Method Man & Redman feat. Cypress Hill & War |       |
| 5.  | America's Most                      | DJ Twinz                      | R. Noble, C. Smith, R. Grant                                                       | Method Man, Redman                           |       |
| 6.  | Yes Sir, Dean Cain, Sir (interlude) |                               |                                                                                    | -                                            |       |
| 7.  | Let's Do It                         | Scott Storch                  | R. Noble, C. Smith, S. Storch                                                      | Method Man & Redman                          |       |
| 8.  | We Don't No How 2 Act               | Da Mascot                     | R. Noble                                                                           | Redman                                       |       |
| 9.  | Who Wanna Rap                       | Allah Mathematics             | P. Charles, R. Bean                                                                | Street Life                                  |       |
| 10. | Fine Line                           | Saukrates                     | A. Wailoo                                                                          | Saukrates                                    |       |
| 11. | N 2 Gether Now                      | DJ Premier, Terry Date (co.)  | F. Durst, C. Smith, C. Martin                                                      | Limp Bizkit feat. Method Man                 |       |
| 12. | Party Up (Up in Here)               | Swizz Beatz                   | E. Simmons, K. Dean                                                                | DMX                                          |       |
| 13. | What's Your Fantasy                 | Shondrae                      | Ludacris                                                                           | Ludacris, Shawnna                            |       |
| 14. | Da Rockwilder                       | Rockwilder                    | R. Noble, C. Smith, D. Stinson                                                     | Method Man & Redman                          |       |
| 15. | I Love NWA (interlude)              |                               |                                                                                    | Method Man & Redman                          |       |
| 16. | Bring Da Pain                       | RZA                           | C. Smith, R. Diggs                                                                 | Method Man feat. Booster                     |       |
| 17. | How To Roll A Blunt                 | Reggie Noble, Pete Rock (co.) | R. Noble, K.M. Burke, A. Felder, N.J. Wright                                       | Redman                                       |       |
| 18. | All I Need (Razor Sharp Remix)      | RZA                           | C. Smith, R. Diggs, N. Ashford, V. Simpson                                         | Mary J. Blige, Method Man                    |       |
| 19. | Big Dogs                            | Erick Sermon, Redman (co.)    | R. Noble, E. Sermon, C. Smith                                                      | Method Man & Redman                          |       |
| 20. | How High (Remix)                    | Erick Sermon                  | R. Noble, E. Sermon, C. Smith, S. Levay, S. Prager                                 | Method Man & Redman                          |       |